# Башни Московского Кремля
Большинство башен Московского Кремля возведено в ходе реконструкции крепости Дмитрия Донского в 1482—1495 годах. Самое позднее сооружение датируется 1680 годом. За исключением Кутафьей башни, все существующие включены в Кремлёвскую стену. Угловые сооружения имеют круглое сечение, остальные — прямоугольное; Кутафья башня представлена в плане сложной фигурой с закруглёнными углами. Все оборонительные постройки неоднократно реконструировались. В частности, в 1670-е — 1680-е годы кремлёвский ансамбль был модернизирован и башни получили шатровые завершения.
Список составлен в порядке, используемым военнослужащими Президентского полка Службы Коменданта Московского Кремля Федеральной службы охраны Российской Федерации: начиная с Кутафьей башни и против часовой стрелки, а также включает утраченные башни (в конце списка). В качестве обозначения звёздного навершия в таблице использован специальный символ.

## Список башен Московского Кремля
| Название                                    | Изображение | Высота (в метрах) | Год постройки | Примечание |
| ------------------------------------------- | ----------- | ----------------- | ------------- | --- |
| Кутафья башня                               |             | 13,5              | 1516          | Единственная уцелевшая отводная стрельница, составляющая фортификационный комплекс с Троицкой башней. Предположительно, возведена между 1495—1516 годами по проекту Алевиза Фрязина Старого. Существует несколько теорий о происхождении оригинального названия. Неоднократно перестраивалась, в XVII веке башню надстроили ажурным верхним ярусом. По состоянию на 2018-й используется как вход для посетителей Кремля. |
| Троицкая башня                              |             | 80                | 1495          | Проездная башня, построенная под началом архитектора Алевиза Фрязина Старого. Связана с Кутафьей башней Троицким мостом. Изначально использовалась как «семейный царский и патриарший выезд». В XVI—XIX веках в верхней части башни находились куранты. |
| Комендантская (Колымажная) башня            |             | 41,25             | 1495          | Возведена архитектором Алевизом Фрязином Старым. Изначально получила название в честь соседнего Колымажного двора. Башню переименовали после устройства в Потешном дворце резиденции московского коменданта. |
| Оружейная (Конюшенная) башня                |             | 38,9              | 1493—1495     | Построена в 1490-х годах. По одним данным, работы осуществлял архитектор Пьетро Антонио Солари, однако ряд историков приписывает авторство Алевизу Фрязину Старому. Изначально названа по конюшням, располагавшимся неподалёку вплоть до XVIII века. Была переименована после возведения Оружейной палаты. |
| Боровицкая (Предтеченская) башня            |             | 54                | 1490          | Проездная башня, выходящая на Боровицкую площадь, Александровский сад. Предположительно, сооружение стали именовать по Боровицкому холму, название которого связано с древним бором в этой местности. Считается одной из самых древних построек Москвы, так как ворота на этом месте относятся ещё к крепости Дмитрия Донского, в 1490 году их надстроили башней. Входит в число башен, построенных итальянским архитектором Пьетро Антонио Солари. Второе название получила указом царя Алексея Михайловича в честь близлежащей церкви Иоанна Предтечи. По состоянию на 2018 год ворота башни используют для проезда президентских кортежей. |
| Водовзводная (Свиблова) башня               |             | 61,25             | 1488          | Угловая кремлёвская башня, возведённая архитектором Антонио Джиларди. Изначально называлась в честь примыкавшего к ней двора бояр Свибловых. Когда в 1633-м Христофор Галовей установил напорную машину, обеспечивавшую подачу воды из Москвы-реки в Кремль, башню переименовали. В 1805 году ветхое строение полностью перестроили. После подрыва во время оккупации Москвы 1812-го сооружение также реконструировали, немного изменив оформление. |
| Благовещенская башня                        |             | 32,45             | 1487—1488     | Предположительно, возведена 1487—1488 годах на старом основании стрельницы белокаменной крепости XIV века. Во времена Ивана Грозного использовалась как тюрьма. По преданию, благодаря молитвам одного из узников на внутренней стене чудесным образом проявилась икона «Благовещения Пресвятой Богородицы», в честь которой башня и получила своё название. Долгое время считалась проездной, так как рядом располагались ворота для прохода к реке. |
| Тайницкая башня                             |             | 38,4              | 1485          | Заложена первой среди крепостных башен на месте Чешковых ворот белокаменной крепости XIV века. Архитектор Антонио Джиларди обустроил в основании сооружения скрытые колодец и проход к реке, благодаря чему башня и получила своё название. По указу Екатерины II башню разобрали при подготовке к строительству Большого Кремлёвского дворца Баженова. Позднее от возведения грандиозного комплекса отказались, и в 1783-м Тайницкая башня была приблизительно воссоздана. До 1933 года являлась проездной. |
| Первая Безымянная башня                     |             | 34,15             | 1480-е годы   | Предположительно, башня стала именоваться Безымянной, так как находилась на краю подола и не могла получить название из-за отсутствия окружающего ансамбля. Второе наименование произошло от пороховых складов, некоторое время размещавшихся в здании. Хранилище взорвалось во время пожара в правление Ивана Грозного, после чего башню реконструировали. Сооружение разобрали при возведении Большого Кремлёвского дворца Баженова и позднее отстроили заново на новом месте. В третий раз была разрушена французами при отступлении из Москвы в 1812-м и через девятнадцать лет перестроена в новых формах архитектором Иваном Еготовым.  |
| Вторая Безымянная башня                     |             | 30,2              | 1480-е годы   | Точные даты строительства башни неизвестны, вероятно, её возвели одновременно с другими оборонительными сооружениями южной стены в 1480-х годах. По одной из версий, была разобрана при строительстве Большого Кремлёвского дворца. Однако это не подтверждают письменные источники. |
| Петровская (Угрешская) башня                |             | 27,15             | 1480-е годы   | Получила свои названия в честь подворья Николо-Угрешского монастыря и церкви митрополита Петра. Разрушена в период польской интервенции и восстановлена уже после Смуты. Башню разобрали в 1771 году для возведения Большого Кремлёвского дворца Баженова, но реконструировали через несколько десятилетий. При отступлении французских войск из Москвы в 1812-м башню подорвали. Её восстановили по сохранившимся документам пять лет спустя. |
| Беклемишевская (Москворецкая) башня         |             | 46,2              | 1487—1488     | Построена итальянским архитектором Марком Фрязином в юго-восточном углу Кремлёвской стены. Названа в честь боярина Ивана Беклемишева, двор которого примыкал к строению с внутренней стороны крепости. Сооружение расположено близко к Москве-реке и Большому Москворецкому мосту, с чем связано второе название — Москворецкая башня. |
| Константино-Еленинская (Тимофеевская) башня |             | 36,8              | 1490          | Сооружена архитектором Пьетро Антонио Солари на месте белокаменных Тимофеевских ворот. Изначально являлась проездной и связывала Кремль с Великим посадом и Китай-городом. Получила своё название в XVII веке после строительства в Тайницком саду церкви святых Константина и Елены. |
| Набатная башня                              |             | 38                | 1495          | Глухая башня, построенная последней из оборонительных сооружений Кремля в 1495 году. Архитектор неизвестен. Расположена на возвышении напротив храма Василия Блаженного, поэтому до XIX века использовалась для оповещения о пожарах и опасности. Позднее набатный колокол демонтировали и переместили в Арсенал. |
| Царская башня                               |             | 16,7              | 1680-е годы   | Самая маленькая башня Московского Кремля, возведённая неизвестным архитектором во время реконструкции крепости в 1680 году. Предположительно, выстроена на месте деревянной вышки «Спасского набата», откуда часовой оповещал о приближающейся опасности. По указаниям некоторых исследователей, после коронации государи выходили на Царскую башню поприветствовать собравшийся на Красной площади народ. |
| Спасская (Фроловская) башня                 |             | 71                | 1491          | Проездная башня Московского Кремля, построенная архитектором Пьетро Антонио Солари. В первой половине XVII века надстроена готическим завершением под началом архитектора Христофора Галовея. Изначально носила название в честь церкви Фрола и Лавра на Мясницкой. В 1658-м указом царя Алексея Михайловича башню переименовали в честь иконы Спаса Нерукотворного, написанной на внешней стене. |
| Сенатская башня                             |             | 34,3              | 1491          | Возведена между Спасской и Никольской башнями по проекту архитектора Пьетро Антонио Солари. Изначально носила название «Безымянная», или «Глухая», при строительстве Сената в 1788-м была переименована. После Октябрьской революции у подножья башни начал формироваться некрополь. |
| Никольская башня                            |             | 70,4              | 1491          | Проездная башня, построенная архитектором Пьетро Антонио Солари. Своё название получила по фреске святого Николая Чудотворца, расположенной на внешней стене здания. В начале XIX века архитектор Осип Бове перестроил башню в готическом стиле. |
| Угловая Арсенальная (Собакина) башня        |             | 60,2              | 1492          | Построена по проекту архитектора Пьетро Антонио Солари. Является самой массивной из всех башен Кремля. Она обеспечивала оборону переправы через реку Неглинную и подступов к Красной площади. По одной из версий, первоначальное название было связано с соседним двором бояр Собакиных, по другой — с именем архитектора Ивана Собаки, участвовавшего в строительстве более древней крепости. Сооружение переименовали после возведения в XVIII веке Арсенала. |
| Средняя Арсенальная (Гранёная) башня        |             | 38,9              | 1493—1495     | Возведена на месте одной из угловых башен крепости Дмитрия Донского. Строительство началось под руководством Пьетро Антонио Солари, после смерти которого работы продолжил Алевиз Фрязин Старый. Своё первоначальное название сооружение получило по декору в верхней части. В конце XVII века башню дополнили четырёхгранным завершением и после строительства Арсенала переименовали. |

## Разрушенные башни
| Название       | Изображение | Высота (в метрах) | Год постройки | Примечание |
| -------------- | ----------- | ----------------- | ------------- | --- |
| Гербовая башня |             | 45                | 1630-е годы   | Разрушенная башня Московского Кремля, располагавшаяся над Колымажными воротами. Авторами проекта являлись архитекторы Бажен Огурцов, Антип Константинов, Трефил Шарутин и Ларион Ушаков. Разобрана в 1801 году, позднее на её месте возвели Большой Кремлёвский дворец. |